# Saint-Michel-sous-Bois
Saint-Michel-sous-Bois là một xã ở tỉnh Pas-de-Calais, vùng Hauts-de-France, Pháp.

## Địa lý
Saint-Michel-sous-Bois có cự ly 15 km về phía đông bắc Montreuil-sur-Mer trên đường D129 road. 

## Dân số
| 1962                                                         | 1968 | 1975 | 1982 | 1990 | 1999 | 2006 |
| ------------------------------------------------------------ | ---- | ---- | ---- | ---- | ---- | ---- |
| 111                                                          | 124  | 122  | 125  | 106  | 89   | 112  |
| Số liệu điều tra dân số từ năm 1962, dân số chỉ tính một lần |      |      |      |      |      |      |

## Địa điểm nổi bật
- Nhà thờ St. Michel, thế kỷ 17